# Мирослав Минев
Мирослав Петров Минев е български юрист, писател, публицист, критик, издател и преводач.

## Биография
Роден е на 20 май 1898 година в Казанлък в семейството на учителите Зоица и Петър Миневи. От 1910 г. семейството му живее в София. Завършва Първа мъжка гимназия, а след това Юридическия факултет на Софийския университет. В младежките си години работи като чиновник, търговец на филми, стажант-режисьор в Народния театър. Дебютира с разкази в списание „Хиперион“, пише статии, рецензии, отзиви за книги, театрални постановки и изложби, печатани в сп. „Хиперион“, „Завети“, „Училищен преглед“, вестниците „Лъч“, „Литературен свят“, „Литературен час“, „Пряпорец“ и други.
Участва в Македонското освободително движение, посвещава и съпругата си Магда (по-късно известна поетеса), за която се жени в 1920 година, в тяхната дейност.
През 1924 г. заминава за Виена със семейството си, където е изпратен като аташе по печата в българското посолство.
След завръщането си в България започва да издава вестник „Погледи“ – седмичник за литература, култура и обществен живот (1924), а след това вестник „Перун“ (1926). От 1934 до 1940 г. заедно с Никола Балабанов издава списание „Завети“, което е сериозен съперник на сп. „Златорог“. По инициатива на Минев списанието създава в същото издателство и библиотека „Завети“. Вторият му брак (1932) е с Цветана Манолова – негова състудентка.
Член е на Съюза на българските писатели от 20-те години на XX век.
Превежда Чехов и Гогол.
Мирослав Минев защитава в съда Никола Вапцаров. Като юрист е бил за отменяне на смъртното наказание. Подписва се в петицията против депортирането на евреите. Въпреки това след Деветосептемврийския преврат му е забранено да упражнява професията си, а също и да публикува, тъй като участвал в правителството на Александър Цанков. Тежко ранен през Втората световна война, след забраната той редял плочките на тротоарите в София, за да изхранва семейството си.
Умира на 1 декември 1983 година в София. На семейния му дом на улица „Оборище“ № 67, построен от баща му през 1911 година, е сложена паметна плоча.

## Творби
„Седем погачи за Господа“ (1927 г., премия на Министерството на народната просвета), „Люде без години“ (две повести, 1934), „Когато палеха лулите с прахан” (разкази, 1936, награда за белетристика на СБП), „Кръстът на Чудра“ (разказ, 1938), „Наша родина“ (очерци, 1939, в съавторство), „От Балкана до Диарбекир“ (1961), „Богомили“ (1961, в съавторство с Д. Ангелов), „Спомени на заточеника“ (в съавторство с Д. Груев, 1965), „Георги Мамарчев“ (биографичен очерк, 1966), „Битката при Одрин“ (историческа повест, 1969), „Преображенското въстание“ (в съавторсвто с Д. Попниколов, 1970).